# Maxime Germain
Maxime Germain (Saint-Christophe-et-le-Laris, Francia; 12 de octubre de 1881 - Grasse, Francia; 10 de octubre de 1953) fue un general del ejército francés.

## Biografía
Maxime Jean Vincent Germain estudió en la Escuela Politécnica (promoción de 1901) y en la Escuela de Artillería (octubre de 1904-septiembre de 1905). Posteriormente, optó por servir en las tropas coloniales, específicamente en la artillería colonial. Como teniente, fue enviado a Tonkín entre 1907 y 1910, dentro del 4º Regimiento de Artillería Colonial y luego al 5º Regimiento de Artillería Colonial. Fue ascendido a capitán en 1912.
Cuando estalló la Primera Guerra Mundial, era capitán al mando del 2º Regimiento de Artillería Colonial. Participó en la Batalla de Rossignol (Bélgica), el 22 de agosto de 1914 y fue hecho prisionero. Pasó el resto de la guerra en cautiverio. Repatriado de Suiza tras el Armisticio del 11 de noviembre de 1918, fue designado en diciembre de 1918 para servir en el norte del Estado ruso como instructor. Se casó con Geneviève Bideaux, el 19 de diciembre de 1918. La pareja tuvo un hijo, Hubert Germain, el 6 de agosto de 1920, quien se convirtió en político y miembro de la resistencia francesa.  
Regresó a Francia a fines de 1919 para seguir cursos en la Escuela Superior de Guerra hasta fines de 1920. Fue nombrado Caballero de la Legión de Honor en 1921 y ascendido a oficial en 1927. Durante el Período de entreguerras, estuvo destinado en Siria e Indochina. Ascendido a coronel en 1929, comandó de 1930 a 1934 el 10° Regimiento de Artillería Montada Colonial (RACP), que se convirtió en el 10° Regimiento de Artillería Colonial con Tractores todo Terreno (RACTT). Nombrado general de brigada en 1934, perteneció al gabinete de Philippe Pétain, entonces ministro de la Guerra. 
Ascendido a mayor general en 1938, fue puesto en 1939 al frente de la 1° División de Infantería Colonial. Durante la Batalla de Francia, estuvo al mando del 23° Cuerpo de Ejército entre marzo y julio de 1940. Su conducta le valió el título de Comandante de la Legión Extranjera Francesa en octubre de 1940. Enviado a la costa de Somalia francesa durante la Segunda Guerra Mundial por el Gobierno de Vichy durante el verano de 1940 para evitar que la colonia se uniera a la Francia Libre, permaneció allí durante un corto tiempo, sospechoso de tibieza hacia la Colaboración. Después de comandar brevemente la 7° División, obtuvo su cuarta estrella como General del cuerpo de ejército y tomó el mando de la 15° División en diciembre de 1940. En septiembre de 1941, fue ascendido a General de Ejército y se convirtió en inspector de tropas coloniales. Se retiró en 1942.
El 31 de mayo de 1944, fue arrestado por la Gestapo y deportado al castillo Eisenberg en la República Checa, junto con otras personalidades que la Francia de Vichy consideraba dudosas. Maxime Germain, regresa a Francia el 11 de mayo de 1945, recibido por su hijo Hubert Germain en la estación Cannes.